# Johann Matthias von Westerholt
Johann Matthias von Westerholt (Taufname: Johann Matthias Engelbert Friedrich Burchard) (* 24. Juni 1685 im Schloss Westerholt; † 6. September 1729 in Westerholt) war kurkölnischer Geheimrat und Hofrat in Hildesheim.

## Leben

### Herkunft und Familie
Johann Matthias wuchs als Sohn des Bernhard Heinrich Burckhardt von Westerholt zu Westerholt und Alst und seiner Gemahlin Henrika Johanna Christine Mechtilde von Aschebrock zu Malenburg mit seinem Bruder Ferdinand Otto und seiner Zwillingsschwester Anna Maria Margaretha (Patenkind des Fürstbischofs) in der uralten westfälischen Adelsfamilie von Westerholt auf.

### Werdegang und Wirken
Im Jahre 1701 erhielt Johann Matthias eine Dompräbende in Hildesheim. Zwei Jahre später unternahm er mit seinem Bruder eine Länderreise nach Prag.
Die Ernennung zum Droste von Bilderlahe war im Jahre 1712. In den beiden folgenden Jahren war er während des Spanischen Erbfolgekrieges als Diplomat für den Kölner Kurfürsten Erzbischof Joseph Clemens, der sich im Exil in Valenciennes befand, eingesetzt. Johann Matthias erhielt in den Jahren 1719 und 1723 weitere Dompräbenden in Münster (Verzicht des Domherrn Franz Wilhelm von Wolff-Metternich zu Wehrden) und Halberstadt.
Er wurde zur Münsterischen Ritterschaft aufgeschworen und war Subdiakon und Hofrat in Hildesheim.
Bei der Wahl des Dompropstes im Jahre 1726 machte Matthias keine glückliche Figur. Zunächst sagte er Jobst Matthias von Twickel seine Unterstützung zu. Als dieser seine Forderungen nicht erfüllen wollte, wechselte er auf die Seite des Domherrn von Merveldt über.

## Sonstiges
Das Sandsteinmonument im münsterischen Dom mit der Figur des Hl. Nepomuk wurde von Johann Matthias gestiftet.

## Auszeichnungen
- Großkreuzherr des St.-Michael-Ritterordens